# Ernst Reinboth
Ernst Reinboth (* 8. Februar 1935 in Berlin; † 24. Dezember 2016 in Berlin) war ein deutscher Produzent und Regisseur (vor allem von Kurzfilmen) und Maler.

## Leben
Ernst Reinboth wurde als drittes von vier Kindern des katholischen Fabrikanten Friedrich-Carl Reinboth und seiner Ehefrau Hildegart Reinboth, geborene Mondschein, geboren. Außer der zwei Jahre Schulevakuierung auf Rügen und in Dänemark 1943 und 1944 wuchs er in Berlin auf. 1929 baute sein Vater ein Haus für seine Familie in Berlin-Dahlem, in dem Ernst Reinboth geboren wurde, aufwuchs, und sein Leben lang lebte und seiner künstlerischen Arbeit nachging.
Nach dem Abitur studierte Ernst Reinboth an der Hochschule für Bildende Künste in Berlin Kunst und Sport auf Lehramt. Erfolgreich absolvierte er das Referendariat als Studienassistent am Schiller-Gymnasium in Berlin. Nach dem Referendariat ging er für ein Jahr nach Mexiko, wo er seinen ersten Film drehte. Seither faszinierten ihn Kakteen, Wolken, Wasser, Spiegelungen. Er entschied sich nicht für das Lehramt, sondern für die Kunst und arbeitete seither als freier unabhängiger Künstler, Kurzfilmer und Maler.
Im Jahr 1968 lernte er in der Akademie der Künste seine zukünftige Frau, die promovierte Barbara Börner, kennen, die er 1970 heiratete. Mit ihr bekam er einen Sohn (Michael) und eine Tochter (die Modedesignerin Raffaela Reinboth, Leiterin des Künstlerateliers Ernst Reinboth). Ernst Reinboth starb im Dezember 2016 mit fast 82 Jahren. Bis zum Schluss arbeitete er intensiv an neuen Filmen und auch als Maler. Das Grab von Ernst Reinboth befindet sich auf dem Berliner Friedhof Dahlem.

## Film und Malerei
Die Filme von Ernst Reinboth sind größtenteils Kurzfilme und Experimentalfilme. Sie reflektieren alle Möglichkeiten der Filmherstellung in 16 mm, Doppelbelichtungen, Positiv / Negativ, Spiegelungen, Tempovariationen, die die Naturaufnahmen durch diese Kontraste verfremden und abstrahieren.
Die Malerei und die Filmerei bildeten eine Symbiose in seiner Arbeit. Die aus den Filmen entstandene Photofolgen werden von ihm bemalt und surreal verfremdet und von ihm gemalte Bilder und Zeichnungen bieten Vorlagen für die Entwicklung und Entstehung neuer Filme. Seine Filme wurden mit Musik begleitet oder an Musikstücke angelegt.
Ernst Reinboth arbeitete oftmals mit Musik von Johann Sebastian Bach aus dem Wohltemperierten Klavier, mit Musik von György Ligeti und Maurice Ravel, aber vor allem arbeitete er mit neuer Musik und experimentalen Klängen von Boris Blacher, Karl Heinz Wahren, Rüdiger Rüfer und Nikolai Badinski.
Eine enge Zusammenarbeit mit dem Institut für Elektroakustik der TU Berlin, insbesondere mit Boris Blacher, Professor Winkler, Rüdiger Rüfer und Volkmar Hein unterstützten seine Arbeit.
Neben der Musik wurden viele seiner Kurzfilme mit literarischen Texten von Dante, Gottfried Benn und Samuel Beckett begleitet. Samuel Beckett interessierte sich so für seine Arbeit, dass er ihn einmal in seinem Haus in Berlin besuchte.
Die Texte wurden von Schauspielern wie Ernst Schröder und Will Quadflieg gesprochen. Die Zusammenarbeit mit Künstlern wie Michael Schwarze, Bernhard Heiliger und Edith Türckheim führten zur Entstehung der Filme Aleph, Licht Skulptur Raum und Yang und Ying.

## Auszeichnungen
Die Kurzfilme von Ernst Reinboth erhielten nationale und internationale Anerkennung. Er erhielt Auszeichnungen wie den Bundesfilmpreis und die Prädikate „wertvoll“ und „besonders wertvoll“ von der Filmbewertungsstelle in Deutschland:
- 1967: Bundesfilmpreis für Interferenzen.
- 1968: Prädikat „wertvoll“ für Aleph.
- 1968: Prädikat „wertvoll“ für Atmosphéres.
- 1976: Bundesfilmpreis für Der Sucher.
- 1976: Prädikat „wertvoll“ für Der Sucher.
- 1978: Bundesfilmpreis für Die Abstrakte Oper Nr.1, Filmband in Silber in der Kategorie Kurzfilm.[11][12]
- 1978: Prädikat „besonders wertvoll“ für Die Abstrakte Oper Nr.1.
- 1978: Prädikat „wertvoll“ für Die Abstrakte Oper Nr.2.
- 1978: 1. Preis Rassegna Internazionale di Roma.
- 1979: Prädikat „besonders wertvoll“ für Concertante Musik.
- 1979: Prädikat „besonders wertvoll“ für Lissajous 2 – Großstadt.
- 1980: Prädikat „besonders wertvoll“ für Kaktus.
- 1980: Prädikat „besonders wertvoll“ für Licht Skulptur Raum.
- 1980: Prädikat „wertvoll“ für Die Liebessünder.
- 1981: Premio di Qualità Italia für Kaktus.
- 1982: Prädikat „wertvoll“ für Aus dem wohltemperierten Klavier Nr.1.
- 1982: Prädikat „besonders wertvoll“ für The Sheik of Araby.
- 1982: Prädikat „wertvoll“ für Watt.
- 1983: Prädikat „wertvoll“ für Al Ma.
- 1983: Prädikat „wertvoll“ für Jeux D'Eau/Grab des Odysseus.
- 1984: Prädikat „wertvoll“ für Die Rede Des Odysseus.[13]
- 1984: Prädikat „wertvoll“ für Die Stadt In der Drehtür.[14]
- 1986: Prädikat „besonders wertvoll“ für Das Tor.[15]
- 1986: Prädikat „besonders wertvoll“ für Die Überfahrt.[16]
- 1988: Prädikat „wertvoll“ für Der 8. Kreis der Hölle.[17]
- 1988: Prädikat „wertvoll“ für Die innere Hölle – Die Selbstmörder.
- 1988: Prädikat „wertvoll“ für Der 9. Kreis der Hölle.[18]
- 1989: Prädikat „besonders wertvoll“ für Saturn an Jupiter
- 1989: Prädikat „wertvoll“ für Zwischenspuk.
- 1990: Prädikat „wertvoll“ für Liquide Fantasien.
- 1990: Prädikat „wertvoll“ für Wasser.
- 1991: Prädikat „wertvoll“ für Klingende Wasser.
- 1992: Prädikat „wertvoll“ für Tempo.
- 1994: Prädikat „wertvoll“ für Kartenspiel 2.[19]

Insgesamt erhielten 21 seiner Filme das Prädikat „wertvoll“ und 9 das Prädikat „besonders wertvoll“.

## Ausstellungen
1990 zeigte Ernst Reinboth in einer Retrospektive in der Akademie der Künste in Berlin seine von 1967 bis 1990 entstandenen Filme, Fotofolgen und Bilder zu den Themen Film und Musik, Abstrakte Filme, Surreale Filme und Experimentalfilme.
Es wurden 31 Filme gezeigt und Fotofolgen und Bilder, die aus den Filmen entstanden sind oder zur Entstehung der Filme beigetragen haben, darunter 15 Kurzfilme mit dem Prädikat „wertvoll“ und 9 mit Prädikat „besonders wertvoll“.

## Aufführungen
- 1965: Filmpremiere Ernst Reinboth: Wasser (Interferenzen) mit der Musik von Boris Blacher (im Rahmen einer Mitgliederversammlung der Akademie der Künste)[21]
- 1966: Interferenzen, Mannheim, IFF, Aufführung (DE).[22]
- 1968: Aleph, Mannheim, IFF, Aufführung (DE).[23]
- 1973: Filmabend mit Werken von Ernst Reinboth zum Abschluss der Blacher-Ausstellung.[24]
- 1973: Concertante Musik, Melbourne International Film Festival.[25]
- 1979. Lissajous 2 – Großstadt, Berlin, IFF - Deutsche Filme, Aufführung (DE).[26]
- 1979: Abstrakte Oper Nr. 1, Berlin, IFF – Deutsche Filme, Aufführung (DE).[27]
- 1979: Kaktus, Berlin, IFF – Deutsche Filme, Aufführung (DE).[28]
- 1983: The Sheik of Araby, Oberhausen, IFF (Informationstage), Aufführung (DE).[29]
- 1989: Dantes Traum von der Hölle, Mannheim, IFF, Uraufführung (DE).[30]
- 2003: Abstrakte Oper Nr. 1, Rom, Cinema Dei Piccoli, Animaction 1 rassegna di cinema d’animazione sperimentale.[31]

## Filme
- 1965: Interferenzen
- 1968: Aleph
- 1968: Atmosphéres
- 1970: Concertante Musik
- 1976: Der Sucher
- 1976: Abstrakte Oper Nr. 1
- 1978: Abstrakte Oper Nr. 2
- 1978: Lissajous 2 – Großstadt
- 1978: Kaktus
- 1979: Licht Skulptur Raum
- 1980: Die Liebessünder
- 1980: Yang und Ying
- 1982: Aus dem wohltemperierten Klavier Nr.1
- 1982: The Sheik of Araby
- 1982: Watt
- 1983: Al Ma - Wasser
- 1983: Jeux D'Eau
- 1983: Grab des Odysseus
- 1984: Die Rede des Odysseus
- 1984: Die Stadt in der Drehtür
- 1985: Das Tor
- 1986: Die Überfahrt
- 1988: Der 8. Kreis der Hölle
- 1988: Die innere Hölle – Die Selbstmörder
- 1988: Der 9. Kreis der Hölle
- 1989: Dantes Traum von der Hölle
- 1989: Saturn an Jupiter
- 1989: Zwischenspuk
- 1990: Liquide Fantasien
- 1990: Wasser
- 1991: Klingende Wasser
- 1992: Tempo
- 1994: Kartenspiel 2